# Cestovna povezanost s južnom Dalmacijom
Cestovna povezanost s južnom Dalmacijom naziv je prometno-infrastrukturnog projekta u Dubrovačkoj-neretvanskoj županiji čiji je cilj povezanost teritorija Republike Hrvatske na samom jugu izgradnjom Pelješkog mosta s pristupnim cestama i cestama na Pelješcu (tzv. obilaznica Stona). Provođenje ovog projekta traje od 2016., i predviđa se završetak, do 2022. godine tijekom kojih će biti izgrađeno sveukupno 32,53 km cesta s pripadajućim pratećim objektima (vijadukti, mostovi, tuneli, podvožnjaci, odmorišta, vodospreme i dr.).
Ukupna vrijednost projekta iznosi 4 023 978 948,00 kuna od čega je ukupno 2 733 225 710,49 kn bespovratnih sredstva EU-a (85 %) iz Operativnog programa Konkuretnost i kohezija za razdoblje OP Konkuretnot i kohezija 2014. - 2020. Ugovor je potpisan 13. lipnja 2017.
Izgradnja se odvija u četiri faze.  Prva faza je izgradnja mosta kopno-Pelješac (2,4 km), druga faza je izgradnja pristupnih cesta na kopnu (2,14 km) i na Pelješcu (9,898 km), treća faza izgradnja stonske obilaznice 1. faze (poddionica Sparagovići/Zaradeže-Prapratno duljine 10,2 km) i četvrta faza je izgradnja stonske obilaznice 2. faze (poddionica Prapratno-Doli duljine 7,89 km). 